# Scoudouc
Scoudouc es un pueblo del condado de Westmorland, al sudeste de la provincia canadiense de Nuevo Brunswick.

## Geografía
Scoudouc está ubicado en llanura al borde del río Scoudouc, a 5 kilómetros al sur de Shediac y a 15 kilómetros al este de Moncton. El pueblo tiene una área de 62,26 km².
Scoudouc está generalmente considerado como formando parte de Acadia.

## Historia
Scoudouc está ubicado en el territorio histórico de los Micmacs, más precisamente en el distrito de Sigenigteoag, que contiene la actual costa este de Nuevo Brunswick, hasta la bahía de Fundy.
Scoudouc estuvo fundado en 1809 por 11 familias en procedencia de Minoudie pero sobre todo de Memramcook, donde el rechazo de Desbarres a dar sus títulos de propiedad a los habitantes había empujado ciertos a abandonar los lugares.

## Demografía
En 2006 había 448 alojamientos privados, cuyos 433 ocupados por residentes habituales.
- Datos: Q3476372